# Murina tubinaris
A Murina tubinaris az emlősök (Mammalia) osztályának denevérek (Chiroptera) rendjébe, ezen belül a kis denevérek (Microchiroptera) alrendjébe és a simaorrú denevérek (Vespertilionidae) családjába tartozó faj.

## Rendszertani eltérés
Ezt a denevérfajt, korábban azonosnak tartották a Murina cineraceával.

## Előfordulása
A Murina tubinaris a következő országokban lelhető fel: India, Laosz, Mianmar, Pakisztán, Thaiföld és Vietnám.

## Fordítás
- Ez a szócikk részben vagy egészben  a   Scully's tube-nosed bat című angol Wikipédia-szócikk ezen változatának fordításán alapul.  Az eredeti cikk szerkesztőit annak laptörténete sorolja fel. Ez a jelzés csupán a megfogalmazás eredetét és a szerzői jogokat jelzi, nem szolgál a cikkben szereplő információk forrásmegjelöléseként.